# Райка-гладіатор географічна
Райка-гладіатор географічна (Boana geographica) — вид земноводних з роду райка-гладіатор родини райкових (Hylidae).

## Опис
Загальна довжина досягає 5,5—7,5 см. Спостерігається статевий диморфізм: самиці більші за самців. за своєю будовою схожа на інших представників свого роду. Відмінністю є лише забарвлення. Вона має сітчастий малюнок з перевагою світлих кольорів, що нагадує географічну мапу. На лапах присутні смуги коричневого кольору з різними відтінками.

## Спосіб життя
Полюбляє тропічні та субтропічні ліси, вологі савани, плантації, місцини біля ставків, боліт, озер. зустрічається на висоті від 500 до 1200 м над рівнем моря. Веде деревний спосіб життя. Вдень ховається у листях бромелії. Активна вночі. Живиться безхребетними.
При небезпеці вона притискається до підстилці з дещо втягнутими очима і закриває верхню повіку, яка вкрита світло-коричневими жилками. Завдяки цьому очей не відрізнити від тіла. Райка стає схожа на засохле листя. Інші засоби захисту: при небезпеці перевертається на спину і прикидається мертвою або рятується за допомогою миттєвих довгих стрибків у напрямках, що раптово змінюються.
Розмноження відбувається біля стоячих водойм. Самиця відкладає у воду до 2000 яєць. Пуголовки мають суто чорне забарвлення. Метаморфоз відбувається у воді.

## Розповсюдження
Мешкає у Колумбії, Еквадорі, Венесуелі, Гаяні, Суринамі, Гвіані, Перу, Бразилії, Болівії, а також на острові Тринідад.